# Trichomorpha setosior
Trichomorpha setosior är en mångfotingart som beskrevs av Chamberlin 1923. Trichomorpha setosior ingår i släktet Trichomorpha och familjen Chelodesmidae. Inga underarter finns listade i Catalogue of Life.